# Jean-Étienne Liotard
Jean-Étienne Liotard (Genève, 22 december 1702 – aldaar, 12 juni 1789) was een internationaal vermaard en rondreizend pastellist, olieverfschilder, kunstkenner en kunsthandelaar. Liotard was de belangrijkste schilder van de artistieke beweging die ook wel aangeduid wordt als turkomanie. Er zijn ongeveer 540 pastels en 30 olieverfschilderijen bekend van Liotard.

## Biografie
Liotard stamde af van Franse hugenoten. Zijn vader was een handelaar in juwelen, die na 1685 naar Zwitserland was gevlucht.
Liotard begon al vroeg met het kopiëren van miniaturen in Genève, onder andere bestemd voor horloges en snuifdozen. In 1723 ging hij naar Parijs, maar werd tot zijn teleurstelling niet opgenomen in de Académie royale des beaux-arts. In 1735 zat hij in Rome en schilderde paus Clemens XII. Daar ontmoette hij twee Engelsen, waaronder een toekomstige lord, en reisde met hen via enkele Griekse eilanden naar Constantinopel. In enkele jaren tijds raakte hij zeer bekwaam in het schilderen van Turkse kleding en buitenlandse hoogwaardigheidsbekleders. Hij noemde zich de Turkse schilder: zijn baard en fez werden zijn handelsmerk. In 1743 schilderde hij Maria Theresia in Wenen. In 1745 was hij in de Republiek Venetië en ontmoette Francesco Algarotti, die hij ook portretteerde. Liotard verkocht o.a. Het chocolademeisje aan hem. In 1747 was hij terug in Parijs; hij had veel succes met zijn portretten, maar kreeg ook kritiek vanwege zijn realisme. In 1753 verliet hij Parijs en reisde hij naar Engeland.

## Galerij

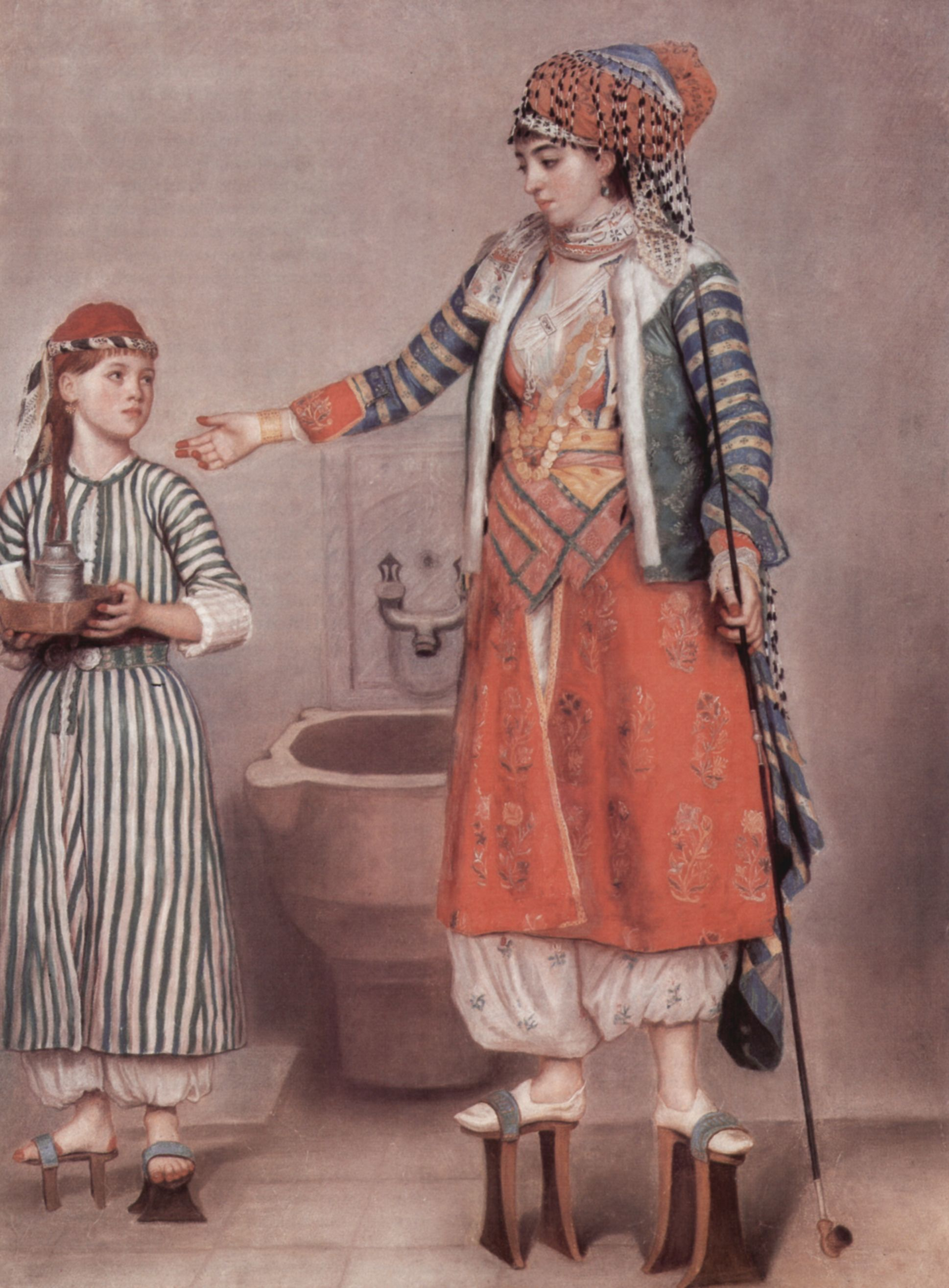
Een westerse vrouw in Turkse kleding met bediende, 1742, Musée d'Art et d'Histoire, Genève
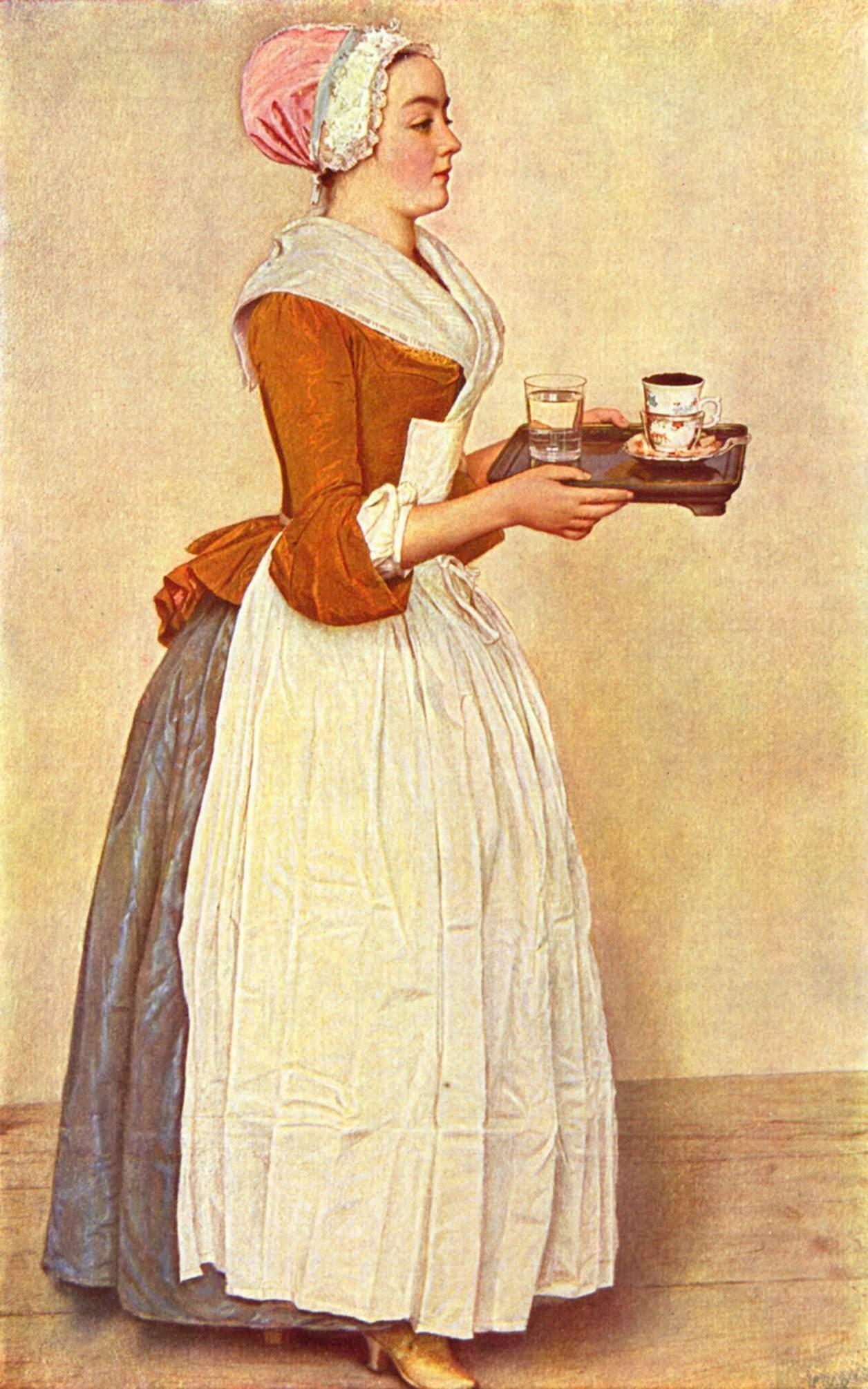
Het chocolademeisje, 1743-45, Gemäldegalerie Alte Meister, Dresden
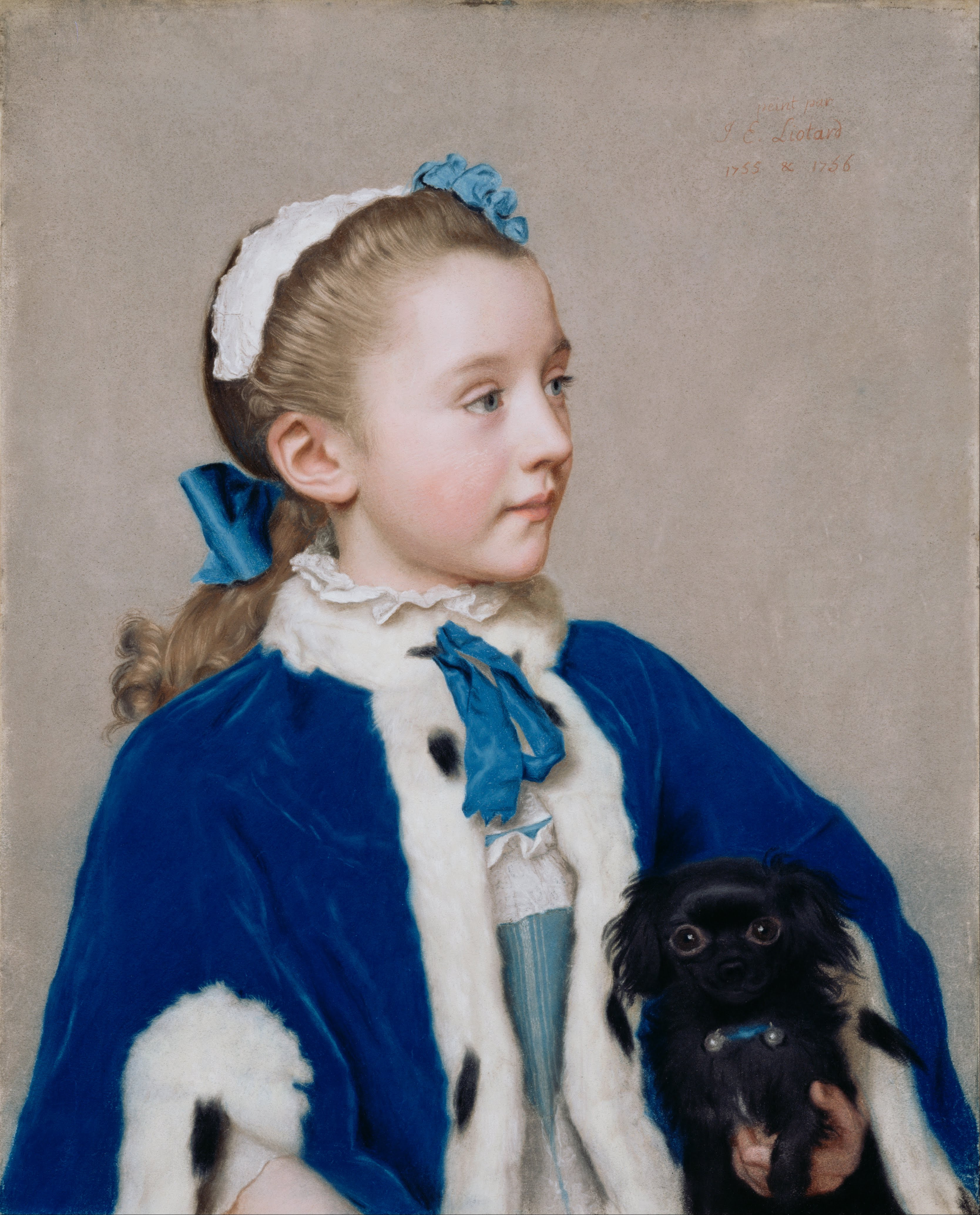
Portret van Maria Frederike van Reede-Athlone op zevenjarige leeftijd, 1755-56, J. Paul Getty Museum, Los Angeles
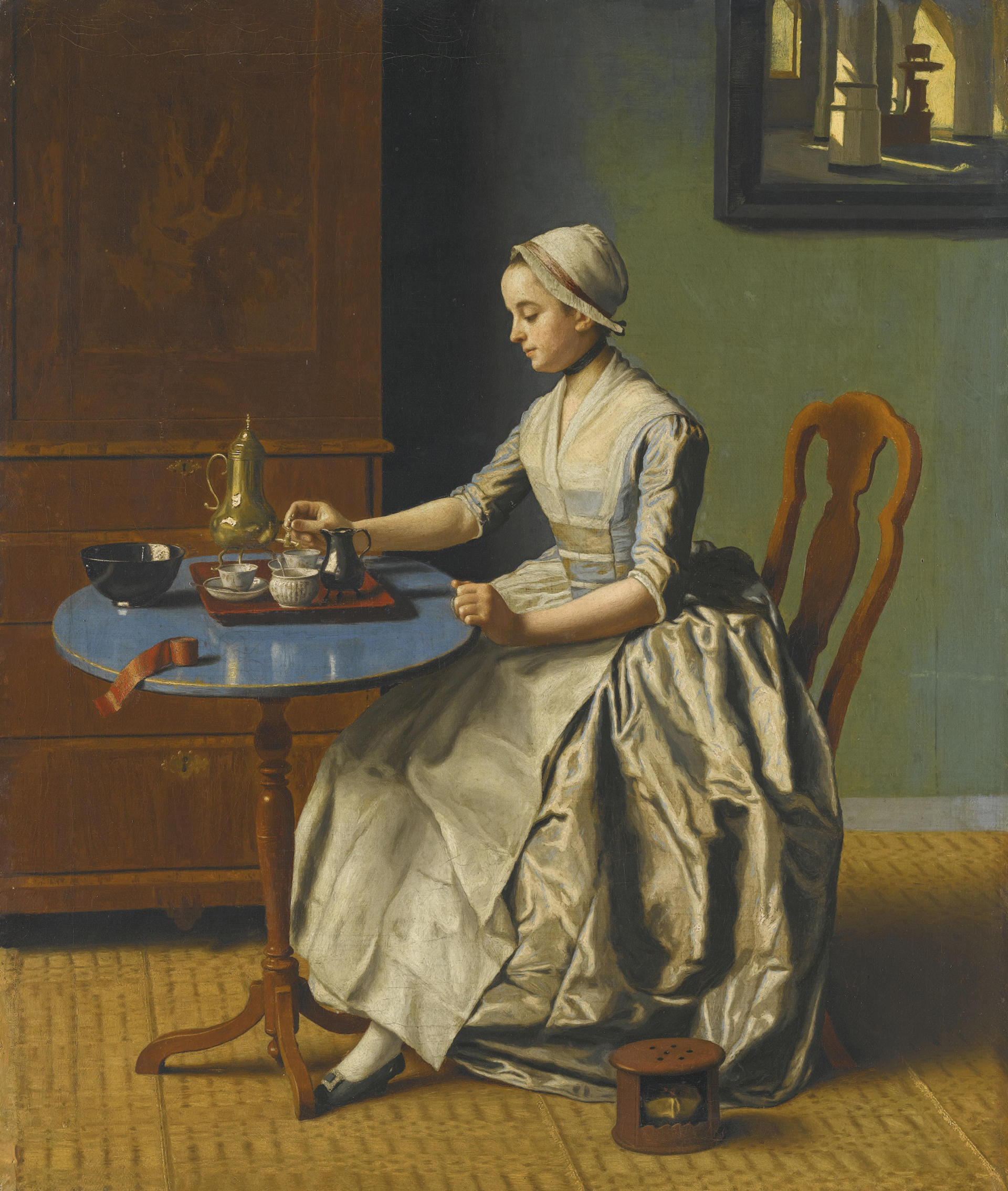
Hollands meisje aan het ontbijt, 1756-57, Rijksmuseum, Amsterdam

Vanaf 1755 woonde hij in Delft bij zijn neef, maar trouwde het jaar daarop in Amsterdam met de 28-jarige Hugenote Marie Fargues in de Waalse kerk. Het was voor haar dat Liotard zijn baard afschoor. Nadat hij lid geworden was van het Haagse schildergenootschap, schilderde Liotard de stadhouderlijke familie: Anna van Hannover, haar kinderen, de hertog van Brunswijk en Willem graaf Bentinck. In 1757 was hij terug in Genève. In 1762 vertrok Liotard naar Wenen, om de elf kinderen van Maria Theresia te portretteren, in 1766 ging hij naar Turijn. Tussen 1770-1772 woonde hij in Parijs en tekende Marie Antoinette. Vervolgens reisde hij naar Nederland, dit keer zakelijk minder succesvol. Vanaf 1773 verbleef Liotard vier jaar in Engeland. Hij had geldgebrek en probeerde zijn verzameling Hollandse meesters aan de man te brengen. In 1781 publiceerde Liotard zijn Traité des principes et des règles de la peinture. Liotard zette zich af tegen de veel losser schilderende Jean-Baptiste Perronneau. In zijn laatste jaren schilderde Liotard veel stillevens en landschappen. Na de dood van zijn vrouw liet hij zijn baard groeien en wilde opnieuw naar Nederland. Liotard vertrok naar Nyon en woonde tijdelijk bij zijn dochter.
Zijn zoon woonde sinds 1778 in Nederland en trouwde in 1793 met jonkvrouw J.S. Crommelin. Vanwege dat verblijf in Nederland bezit het Rijksmuseum een van de mooiste verzamelingen pastels van Liotard, die in grootte alleen onder doet voor de collectie in zijn geboorteplaats Genève. Het grootste deel van de collectie pastels van Liotard in het Rijksmuseum stamt uit zijn eigen bezit. Ze zijn via de familie aan het einde van de 19e eeuw in het bezit van het museum gekomen. Zelfs een aantal lijsten om de pastels zijn origineel 18e-eeuws en zeer waarschijnlijk door Liotard zelf uitgekozen.
In 2016 kocht het Rijksmuseum het schilderij Hollands meisje aan het ontbijt voor € 5,2 miljoen (inclusief commissie van het veilinghuis). Het schilderij was  gedurende 240 jaar in het bezit van een Engelse adellijke familie. Het kwam in deze familie, nazaten van de tweede Graaf van Bessborough (1704 –1793), toen Liotard het schilderij in 1774 in Londen had laten veilen.